# اس‌اس گاورنر کاب
اس‌اس گاورنر کاب (به انگلیسی: SS Governor Cobb) یک کشتی است که طول آن 300 ft می‌باشد. این کشتی در سال ۱۹۰۶ ساخته شد.